# Fljótshlíð

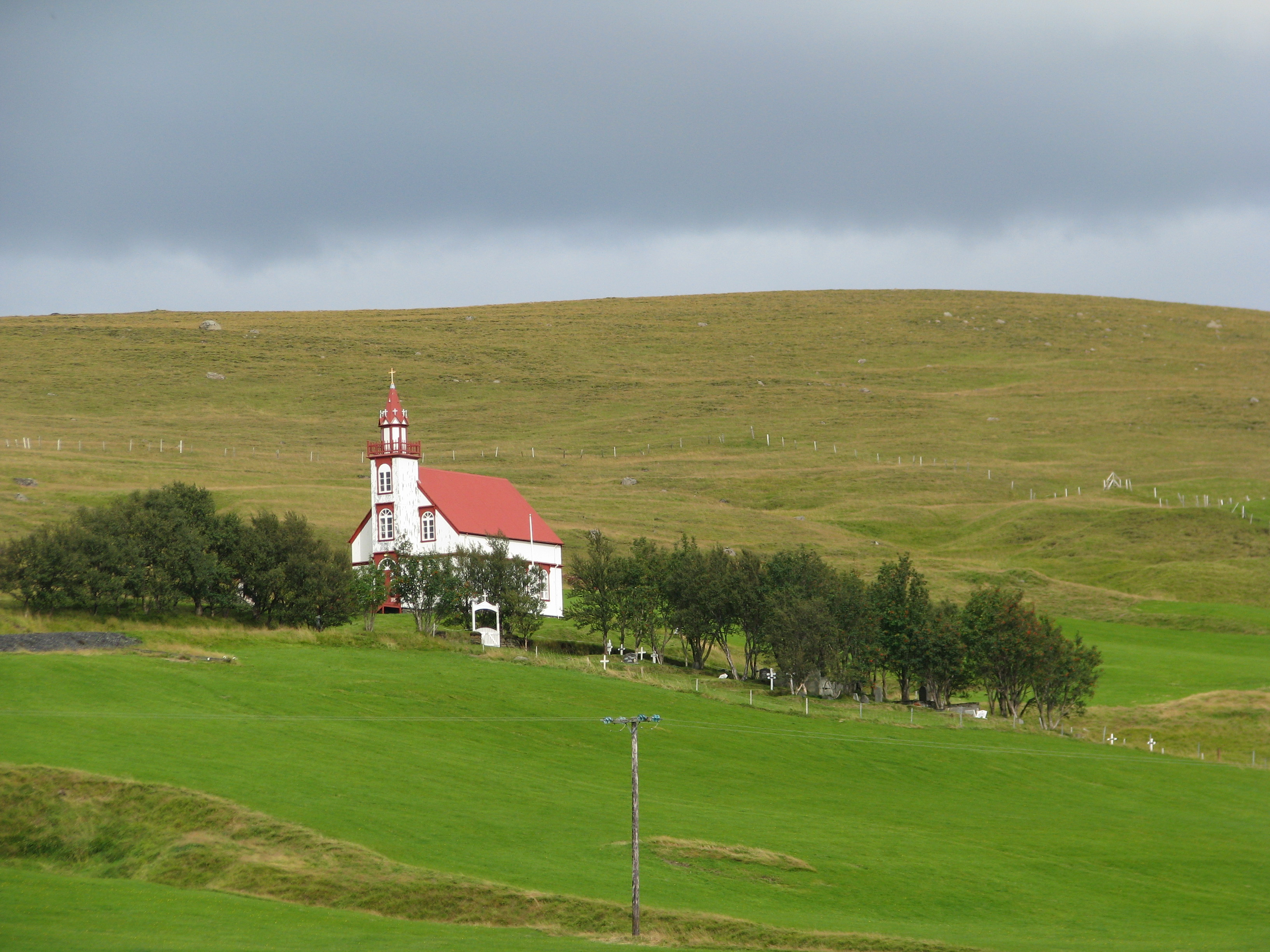
Una iglesia en Hlíðarendi en Fljótshlíð

Fljótshlíð (pronunciación islandesa: [ˈfljoutsˌl̥iːθ]) es un área rural en el municipio de Rangárþing Eystra en la Región Sur de Islandia. Antes de la formación de Rangárþing Eystra en 2002, Fljótshlíð era su propio municipio llamado Fljótshlíðarhreppur. Fljót significa "río", y hlíð significa "pendiente". Fljótshlíð se encuentra al este de Hvolsvöllur y al norte del río Markarfljót. 
Fljótshlíð fue evacuado como resultado de la erupción del Eyjafjallajökull de 2010.